# Konoe
Konoe (近衛天皇, Konoe-tennō; 16 giugno 1139 – 22 agosto 1155) è stato il 76º imperatore del Giappone secondo il tradizionale ordine di successione.

## Biografia
Il suo regno ebbe inizio nel 1142 e terminò nel 1155. Il suo nome personale era Narihito-shinnō (体仁親王?, Narihito-shinnō). Sposò nel 1150 Fujiwara-no Tokoku, nello stesso anno la ripudiò e prese in moglie un'altra donna.
Alla sua morte il corpo venne seppellito nell'Anrakuju-in no minami no Misasagi, nella città di Kyoto.